# 营王
营王，中国古代封爵之一。

## 元朝
封地在今河北省境内，为金印兽纽王。
- 也先帖木儿，忽哥赤之子，至大元年正月己酉（1308年3月12日）由云南王进封。